# 薩胡尼夫卡
薩胡尼夫卡（烏克蘭語：Сагунівка）是烏克蘭中部切爾卡瑟州的村落，由切爾卡瑟區的薩胡尼夫卡市鎮所轄，該村落為市鎮的行政中心。該村人口3350，平均海拔高105公尺。距離切爾卡瑟約30公里，距離克雷門丘克約115公里。

## 市鎮轄下村落
薩胡尼夫卡市鎮下轄三個村落：
- 薩胡尼夫卡
- 博羅維察
- 托皮利夫卡